# 阿坞镇
阿坞镇，是中华人民共和国甘肃省陇南市宕昌县下辖的一个乡镇级行政单位。
2016年，甘肃省民政厅批复同意撤销阿坞乡，设立阿坞镇。

## 行政区划
阿坞镇下辖以下地区：
西固村、各竜村、别竜沟村、别竜村、阿坞村、哈达村、麻界村、叶扎村、西迭村、粗路村、耙石村和坞麻村。